# Ceiniog
O ceiniog (em latim: denarius; em português:  centavo; plural: ceiniogau) foi uma moeda básica dos reinos medievais galeses como no Venedócia e Deheubarth. Hywel Dda foi o único governante a registrar e a cunhar suas próprias moedas; entretanto, o Ceiniog não era uma moeda, e sim um valor de prata.  A "moeda legal de um centavo"  (em latim: denarius legalis; em galês:  ceiniog cyfreith)  foi o peso de 32 grãos de trigo em prata; a "moeda de um centavo curto" (em galês:  ceiniog cwta), tinha como peso de 24 grãos de trigo. A último foi baseada na antiga libra romana; a primeira, Libra francesa e Libra anglo-saxã. O meio-centavo galês era o dymey de 12 grãos de trigo (cerca de ⅓ do "centavo legal").